# Gare de La Rochelle-Porte Dauphine
Gare de La Rochelle-Porte Dauphine vasútállomás Franciaországban, La Rochelle településen.

## Vasútvonalak
Az állomást az alábbi vasútvonalak érintik:
- La Rochelle-Ville-La Rochelle-Pallice-vasútvonal

## Kapcsolódó állomások
A vasútállomáshoz az alábbi állomások vannak a legközelebb:
- Gare de La Rochelle-Ville